# Tešub
Tešub ali Tešup (klinopis dIM, luvijski hieroglifi (DEUS)TONITRUS, ki se bere kot Tarhunzas) je bil huritski bog neba in groma. Podoben hatski bog groma se je imenoval Taru. Njegova mitologija in čaščenje kot najvišjega boga panteona se je nadaljevalo in razvilo tudi v luvijski in hetitski kulturi. V teh kulturah je znan kot Tarhun/Tarhunt-/Tarhuwant-/Tarhunta. Imena izhajajo iz anatolskega korena *tarh  - poraziti, osvojiti. Taru/Tarhun/Tarhunt se je približno v obdobju verskih reform hetitskega kralja Muvatalija II. v zgodnjem 13. stoletju pr. n. št. nazadnje asimiliral in poistovetil s huritskim Tešubom. Reforrne se na splošno lahko kategorizirajo kot uradna vključitev huritskih božanstev v hetitski panteon. Manjše število pomembnih huritskih bogov, kot je bil Tešub, se je eksplicitno poistovetilo z obstoječimi glavnimi hetitskimi božanstvi, kot je bil na primer Taru. Tešub se je v po-huritskem nasledstvenem kraljestvu Urartu ponovno pojavil kot eden od njihovih glavnih  bogov Tešeba. V urartski umetnosti se je upodabljal stoječ na biku.

## Upodabljanje in miti
Tešub se je običajno upodabljal s trojno strelo in orožjem, običajno s sekiro, včasih tudi dvorezno, ali kijem. V Anatoliji je bila njegova žival pogosto sveti bik, katerega je simbolizirala rogata krona,  ali njegova njegova iskra konja Seri in Hurri, ki sta vprežena v njegov bojni voz ali ga neseta na svojih hrbtih.

## Družina
Po huritskem mitu je Tešub nastal, ko je bog Kumarbi  odgriznil in pogoltnil genitalije svojega očeta Anuja. Podoben je grški mit o Uranu, Kronosu in Zevsu v Heziodovi Teogoniji (Θεογονία), ki opisuje nastanek sveta.  Tešub je imel brata Aranzaha (poosebljenje reke Tigris), Ulikumija (kamniti gigant) in Tašmišuja
V huritskem panteonu je bil Tešub partner boginje matere Hebat. V hetitski mitologiji je bil partner boginje sonca Ariniti. Kult je bil podoben čaščenju bikov in mater v Çatalhöyüku v kameni dobi. Tešubov sin je bil gorski bog Saruma.

### Ilujanka
V hetitski mitologiji je bilo eno od Tešubovih največjih dajanj uničenje zmaja Ilujanke.
Nekateri miti opisujejo tudi njegov konflikt z morsko pošastjo (morda kačo) Hedamu.